# 陳婉真
陳婉真（1950年6月10日—2025年6月11日），臺灣新聞工作者、政治人物、文史工作者，主要從事1940至1950年代間之臺灣史相關研究。2017年7月出任《民報》董事長。她亦是臺灣獨立運動的推動者。

## 簡介

### 社會經歷
陳婉真自稱其最早是一位「忠黨愛國」的學生，「在國中時早已將《三民主義》一書倒背如流」，後考入國立台灣師範大學社會教育學系就讀並畢業。
大學畢業後，陳婉真於《中國時報》擔任記者，主跑台灣省議會新聞。但是因為陳婉真在採訪台灣省議會與台灣省政府的新聞後，因與許信良等黨外運動人士有所互動，而其逐漸傾向黨外的政治態度開始對當局不滿，另一方面也產生從政的意念，而不得志於報社。

### 參與政壇
中央民意代表增額選舉，陳婉真與前國立台灣大學哲學系教授陳鼓應應許信良之邀，分別參選台北市的立法委員與國民大會代表。1978年11月，陳婉真與陳鼓應共同發表《陳鼓應陳婉真報備競選國大代表立法委員 告中國國民黨宣言》。本次選舉遭受當局停辦之後，陳婉真與陳鼓應都被中國國民黨開除黨籍。之後，陳婉真又因文稿批評時政過多，在戒嚴時期被國民黨高層調離省政記者的職位。1979年，陳婉真與吳哲朗以地下報《潮流》報導有關戒嚴時期不被報紙報導的台灣省議員言論，並對國民黨籍台灣省議員多有所針砭。
陳婉真在選舉停止後被報社指派前往美國報導台灣少年棒球當時在美國競賽的盛況，在美國為抗議國民黨政府逮捕《潮流》記者而於北美事務協調委員會前進行絕食；而陳婉真也因此成為黑名單，長期被國民黨當局禁止返國。在美國期間，陳婉真組織台灣建國聯合陣線。陳婉真在美國時，除了被列入黑名單，又未加入美國國籍，因此成為她日後「越牆闖關回國」、主張廢除黑名單和台灣獨立的主要依據。
1989年，陳婉真返國，參加鄭南榕葬禮；不久後，陳婉真恢復中華民國國籍。
1991年，陳婉真成立台灣建國運動組織，結果與林永生、許龍俊等人以中華民國刑法第一百條叛亂罪被捕。陳婉真與台灣獨立建國聯盟成員被逮捕，引發民間「要求廢除刑法第一百條」的聲浪；使得李登輝政府宣佈取消黑名單，釋放因主張台灣獨立而被捕的「叛亂犯」，並承認台獨人士的結社權。陳婉真成為當時街頭運動的代表人物。
1992年，陳婉真以「中華民國終結者」為口號，代表民主進步黨於臺北縣當選第二屆立法委員。1993年2月1日，陳婉真宣誓就任立法委員，並辭去台灣建國運動組織所有職務。
1994年5月29日，台灣爆發反核電大遊行，陳婉真的宣傳車參與相關抗議行動。1995年，陳婉真競選連任，高票落選。1996年，陳婉真代表民進黨於台北縣參選國民大會代表並當選。

### 退出民進黨
1997年，陳婉真指稱民進黨籍國民大會代表李文忠向中國國民黨籍國民大會副議長謝隆盛借貸，而被民進黨以「毀謗同志」為由開除黨籍。
1998年，陳婉真改代表新國家連線於台北縣第一選舉區參選立法委員，未能當選，後擔任南投縣政府社會局局長。2001年1月12日，在南投縣長彭百顯因涉嫌貪污案被收押時，陳婉真率領大批縣民前往總統府前陳情聲援彭百顯，表示「彭百顯一生清白」；而且，彭百顯的保釋金也是陳婉真所提供的。
2001年4月7日，陳婉真因毀損蔣介石銅像，被警方強制拘提，遭法院判決拘役50天。2001年8月23日，陳婉真宣布以無黨籍身份與中央研究院人文社會科學研究所財經研究員蔡吉源搭檔在2001年中華民國縣市長選舉參選彰化縣正副縣長，未能當選。
2003年，陳婉真在行政院青年輔導委員會「飛雁專案」學習女性創業，以彰化及南投地區特色文化產品為主題成立網路商店「Formosan Dream 婉真生活館」（www.formosandream.com.tw，已廢止）。

### 任職彰縣府
2006年10月，彰化縣政府新聞局局長李岳勳轉任彰化縣政府秘書，陳婉真接任彰化縣政府新聞局局長。
2008年10月24日，彰化縣政府發布一級主管人事異動，核准行政處處長陳婉真請辭並轉任彰化縣公益頻道基金會執行長。

### 淡出政治圈
淡出政治圈後，陳婉真埋首台灣史寫作，焦點放在探討1940至1950年間的台灣歷史，並尋訪多位當時遭受歷史或統治者磨難的長者進行口述訪談，並將此一關注的年代稱為「離亂十年」。
2014年5月29日，陳婉真、民進黨創黨元老魏耀乾、國立東華大學教授施正鋒與中國醫藥大學學生邱彥維宣布成立台獨政治團體「甲午變天」。

### 逝世
陳婉真在2015年確診乳癌，但沒有對外透露；至2021年確診三陰性乳癌，仍邊治療邊繼續參與社會運動，但2025年癌細胞擴散至肺部，同時在台灣和泰國清邁治療；至2025年6月11日凌晨2時34分，陳婉真在泰國清邁醫院過世，享壽75歲。

## 家庭
陳婉真與其夫育有一子張宏久，張宏久曾就讀美國柏克萊加州大學社會學博士班，現為助理教授 。

## 著作
- 《一切為中國：陳婉真的理想》，陳婉真著，出版地不詳：陳婉真，1978年9月初版。
- 《垂簾聽政》，陳婉真著，出版地不詳：陳婉真，1978年初版；新企業世界出版社，1979年初版。
- 《勇者不懼：我為什麼要競選立法委員？》，陳婉真著，臺北市：長橋出版社，1978年9月15日初版。
- 《一九四七 台灣二二八革命》，王建生、陳婉真、陳湧泉合著，臺北市：前衛出版社，1990年，ISBN 9579512434。
- 《啊！黑名單》，陳婉真著，臺北市：前衛出版社，1991年，ISBN 9579512205。
- 《陳婉真和她的兄弟們：囚犯日記及信函》，陳婉真編著，臺北市：前衛出版社，1992年，ISBN 9579512884。
- 《陳婉真國會問政實錄 「終結中華民國」系列 卷一 1993年2月～7月》（共3冊），陳婉真著，臺北市：陳婉真國會辦公室，1993年，ISBN 9786695122531。
- 《陳婉真國會問政實錄 「終結中華民國」系列 卷二 1993年7月～1994年7月》（共4冊），陳婉真著，臺北市：陳婉真國會辦公室，1994年。
- 《草山小蛇與民進黨的頭人們：許信良主導通敵賣臺記》，陳婉真著，臺北縣板橋市：陳婉真服務處，1997年初版、1998年修訂版，ISBN 9789579724708。
- 《國旗的故事 (The story of Taiwan's flags)》，陳婉真、張宏久著，臺北市：前衛出版社，2005年，ISBN 957-801-488-0。
- 《臺灣尪仔：認識臺灣族群之美(Taiwanese figurines: appreciating the beauty of multicultural Taiwan)》，陳婉真著，張宏久繪圖，臺北市：前衛出版社，2006年12月，ISBN 957-801-516-X。
- 《離亂十載》，陳婉真著，臺北市：愛書人雜誌，2012年，ISBN 9789867430557。
- 《1940-1950 消失的40年代：造飛機的小孩們》，陳婉真著，彰化縣：白象文化，2013年8月，ISBN 9789574304493。
- 《1940-1950 消失的40年代2：背後那支槍》，陳婉真著，彰化縣：白象文化，2015年9月，ISBN 9789574327546。

## 外部連結
- 陳婉真的Facebook專頁
- 一塊墓碑 一對孤女